# Organização da Jihad Islâmica
A Organização da Jihad Islâmica (OJI) (em árabe: حركة الجهاد الإسلامي, Harakat al-Jihad al-Islami), mais conhecida como Jihad Islâmica (em árabe: Jihad al-Islami) foi uma milícia xiita conhecida por suas atividades na década de 1980 durante a Guerra Civil Libanesa. Eles exigiram a partida de todos os estadunidenses do Líbano e assumiram a responsabilidade por uma série de sequestros, assassinatos e bombardeios de embaixadas e tropas de manutenção da paz que mataram várias centenas de pessoas. Seus ataques mais mortíferos foram em 1983, quando realizaram bombardeios contra os quartéis das tropas francesas e norte-americanas da MNF e da embaixada dos Estados Unidos em Beirute.